# Sattyg
Sattyg (Nederlands: Kattekwaad) is een studioalbum van de Zweedse band Kaipa. Het album bevat muziek die is opgenomen gedurende de jaren 2013 en 2014. Opnamen vonden plaats in diverse geluidsstudio’s in Stockholm, Gävle (Nillson), Värmdö (Ågren) en Lund (Reingold). Rond het verschijnen van het album was een andere versie van Kaipa (Kaipa Al Coda) onder leiding van Roine Stolt op tournee. Hans Lundin is meer een studiomusicus. Het album is het logische vervolg op de voorgaande albums.

## Musici
- Hans Lundin – toetsinstrumenten, zang
- Per Nillson – gitaar
- Morgan Ågren – slagwerk
- Jonas Reingold – basgitaar
- Patrik Lundström, Aleena Gibson - zang

Met
- Fredrik Lindqvist: blokfluit en andere fluiten (tracks 1, 3, 4 en 6)
- Elin Rubinsztein – viool (tracks 3, 4 en 5)

## Muziek
Alle muziek en teksten van Hans Lundin

| Nr. | Titel                      | Duur  |
| --- | -------------------------- | ----- |
| 1.  | A map of your secret world | 15:02 |
| 2.  | World of the void          | 7:49  |
| 3.  | Screwed-upness             | 13:06 |
| 4.  | Sattyg                     | 3:13  |
| 5.  | A sky full of painters     | 14:42 |
| 6.  | Unique when we fall        | 5;17  |
| 7.  | Without time – beyond time | 9:49  |